# Miquel de Trebisonda
Miquel Comnè fou el setzè emperador de Trebisonda, que va governar en dissetè lloc durant el període 1344-1349. Era fill de l'emperador Joan II Comnè i l'any 1341 fou reclamat per assumir el tron però només va aconseguir ser empresonat. Anys després fou alliberat i proclamat emperador. El seu regnat es va veure afectat per una greu epidèmia, l'atac dels oghuz i la derrota contra els genovesos. Tot això va perjudicar la seva reputacio fins al punt de ser deposat i substituït pel seu nebot Joan, després anomenat Aleix III.

## Vida a Constantinoble
Segons el cronista Nicèfor Gregoràs, quan el pare va morir, la seva mare i ell estaven de viatge a Constantinoble. Quan van sentir que el seu germà gran Andrònic, hereu del tron, havia començat a matar els altres germans; la mare va tornar però li va semblar que Constantinoble seria un lloc més segur per Miquel. Es dona per suposat que va estar vivint a la cort romana d'Orient, sota la tutela del seu oncle Andrònic II Paleòleg. Allà es va casar amb la filla d'un noble anomenat Constantí Acropolita, amb la qui va tenir un fill, Joan.
Durant la seva estada a l'Imperi Romà d'Orient va viure una guerra civil entre Andrònic II i el seu net Andrònic III Paleòleg

## Intent d'assumir el tron
Anys després, quan Miquel en tenia 56, fou cridat per un grup encapçalat per Niketas Scholares i Gregori Meitzomates, per assumir el tron que en aquell moment estava en mans de la vídua de Basili I Comnè, Irene Paleòloga. El setembre del 1341, amb l'ajut dels genovesos, una flota formada per cinc vaixells van arribar a Trebisonda, però mentrestant un altre grup polític ja havia proclamat emperadriu a un altre membre de la família imperial, Anna Anacoutlou. Durant la nit, després d'haver-li fingit fidelitat, van matar els membres de la seva escorta i l'endemà, perquè no fos un destorb en el nou govern, el van empresonar i el van enviar a una altra ciutat.

## Retorn i entronització
El 1343 Niketas Scholares i Gregori Meitzomates, que no havien vist satisfetes les seves aspiracions durant el regnat d'Anna Anacoutlou, la qual només era emperadriu nominal mentre que el poder real el tenien un grup de senadors, van anar a Constantinoble per convèncer Joan, el fill de Miquel, que reclamés el tron. Joan va ser proclamat emperador el 4 de setembre d'aquell any i Anna estrangulada.
Joan també va decebre molts durant el seu regnat, més dedicat als plaers que al govern. Quan el custodi de Miquel Comnè, el megas doux Joan l'Eunuc, va morir, Niketas Scholares va anar a Limnia, va alliberar Miquel i tots dos van tornar a Trebisonda per deposar Joan. El 3 de maig del 1344 Joan fou apartat del govern i enviat al monestir de Sant Sabas, on va quedar sota control d'una guàrdia romana d'Orient; i el mateix dia Miquel fou coronat.

## Regnat
Miquel va atorgar a Niketas Scholares el títol de megas doux i es va veure forçat a signar un document que garantia a Niketas i als seus ministres un poder gairebé absolut en tot l'imperi, a més de prometre no prendre accions relacionades amb el govern sense el consentiment d'aquest grup. Aquesta mena de constitució va tenir una curta durada, ja que va topar amb una forta oposició per part de la ciutadania. La gent se sentia indignada en saber que el seu monarca tenia limitada l'autoritat i va haver una revolta contra el grup oligàrquic. Miquel va aprofitar l'ocasió per fer empresonar Niketas el 1345. Després va fer traslladar el seu fill Joan a Constantinoble i més tard a Adrianòpolis on va ser empresonat, per evitar que l'utilitzessin d'excusa per alçar-se contra ell.
Aprofitant la inestabilitat política al país, els oghuz van atacar l'Imperi de Trebisonda el 1346 i van capturar la ciutat de Hagios Andreas i la de Oinaion. El setembre del 1347, una epidèmia de pesta negra va assolar la capital i no va declinar la seva virulència fins passats set mesos. Els cronistes no van fer un relat coincident sobre aquest fet: Andreu Libadenos, que estava a Trebisonda per aquell temps, ni tan sols l'esmenta, mentre que Miquel Panàret conta com la malaltia es va endur "molts nens, marits, esposes, germans, germanes, mares i parents." L'any següent una altra invasió dels oghuz va desembocar en una batalla de tres dies i, malgrat sortir victoriosos, la reputació de Miquel Comnè com a governant va quedar malmesa.
El 1348 els genovesos es van apoderar de Kerasos, la segona ciutat en importància de l'imperi; es tractava d'una revenja per la massacre que havien patit uns anys enrere. El maig del 1349 una altra expedició genovesa, procedent de Caffa va atacar Trebisonda. La petita flota local, capitanejada pel megas doux Joan Kabazites, fou destruïda. Els ciutadans de Trebisonda van descarregar la ràbia per aquesta derrota sobre qualsevol persona d'origen occidental que es trobava en aquell moment en la ciutat. Al final es va arribar a la pau amb els genovesos, i a canvi de recuperar Kerasos se'ls va oferir la fortalesa de Leonkastron. A partir de llavors la capacitat comercial de Trebisonda va anar disminuint, mentre que la dels genovesos va anar en augment per tota la mar Negra.
Arribat aquest punt, Miquel Comnè havia perdut totalment la confiança dels ciutadans. El 13 de desembre del 1349 fou deposat pel megas doux Niketas, que havia aconseguit sortir del seu empresonament. Niketas i els seus seguidors, van proposar per substituir-lo, el seu nebot Joan fill del difunt emperador Basili I Comnè. Joan va arribar a Trebisonda el 22 de desembre i en la cerimònia de coronació va canviar el seu nom pel d'Aleix III.
Miquel va ser forçat a fer-se monjo i va ingressar al monestir de Sant Sabas. El 1351 va ser traslladat a Constantinoble. El 1355 l'emperador romà d'Orient Joan V Paleòleg el va alliberar dels seus vots i, malgrat la seva edat avançada, va marxar cap a Trebisonda, amb l'esperança de recuperar el seu tron. Miquel va arribar fins al monestir de Sumela, però el van advertir que faria millor de no entrar a Trebisonda i se'n va tornar cap a Constantinoble, on va morir.